# Merismus
Merismus (řec. merismos, rozdělení, rozčlenění) je básnická a rétorická figura (tropus), která nějaký větší celek popisuje pomocí jeho dvou nebo více obvykle protikladných částí. Užívá se v literárním a básnickém jazyce i v běžné řeči, například „ve dne v noci“ místo neustále.

## Stylistika
Merismus je zvláštní případ hendiadys, který se odlišuje tím, že oba členy - často dvě podstatná jména - představují protiklady a vyjadřují tak šíři významu. Merismus se často vyskytuje v biblickém básnictví, například pasáž Kaz 3, 1-8 (Kral, ČEP) je dlouhá řada merismů.

## Příklady
- „Od hlavy až k patě“ - celé tělo
- „V létě v zimě“ - po celý rok
- „Od Šumavy k Tatrám“ - v celém Československu
- „Na počátku stvořil Bůh nebe a zemi“ (Gn 1, 1 (Kral, ČEP)) - celý svět
- „Bude soudit spravedlivého i svévolníka“ (Kaz 3, 17 (Kral, ČEP)) - každého člověka
- „Bojím se Boha, který učinil moře i pevninu“ (Jon 1, 9 (Kral, ČEP)) - celou Zemi